# Lifestylez ov da Poor & Dangerous
Albums de Big L
The Big Picture
(2000)
Singles
1. Put It On
Sortie : 13 novembre 1994
2. M.V.P.
Sortie : 1995
3. No Endz, No Skinz
Sortie : 1995

Lifestylez ov da Poor & Dangerous est le premier album studio de Big L, sorti le 28 mars 1995.

## Production
On trouve sur cet album des collaborations avec Jay-Z et Cam'ron (Killa Cam), alors encore peu connus.

## Critique et succès commercial
L'album reçut à sa sortie en 1995 une très bonne critique mais fut un échec commercial car trop underground pour les médias. Il reste malgré tout considéré comme un classique du rap East Coast[réf. nécessaire].
Lifestylez ov da Poor & Dangerous s'est classé à la 22e place du Top R&B/Hip-Hop Albums et à la 149e place du Billboard 200.

## Clips
Des clips ont été réalisés pour les morceaux Put It On, No Endz No Skinz et M.V.P..

## Liste des titres
| No  | Titre                                                                                                   | Auteur                                                                  | Contient un (des) sample(s) de | Durée |
| --- | --- | ----------------------------------------------------------------------- | --- | ----- |
| 1.  | Put It On (featuring Kid Capri)                                                                         | Coleman, Best                                                           | Vibrations de Buster Williams It's a New Day des Skull Snaps Blues and Pants de James Brown Don't Tell It de James Brown Hip Hop Hooray de Naughty by Nature                           | 3:39  |
| 2.  | M.V.P.                                                                                                  | Coleman, Hall, Jordan, M.D. DeBarge                                     | Stay with Me de DeBarge Just Rhymin' With Biz de Big Daddy Kane featuring Biz Markie Represent de Showbiz & A.G. featuring Big L et Lord Finesse Nuttin' but Love d'Heavy D & the Boyz | 3:40  |
| 3.  | No Endz, No Skinz                                                                                       | Coleman, Lemay                                                          | Rubber Jam du Rubber Band 4 Aces de Louie Bellson, Shelly Manne, Willie Bobo et Paul Humphrey                                                                                          | 3:30  |
| 4.  | 8 Iz Enuff (featuring Buddah Bless, Herb McGruff, Killa Cam, Mike Boogie, Terra, Big Twan et Trooper J) | Best, Buddah Bless, Coleman, Kam, McGruff, Mik, Terra, Trooper J., Twan | Soul Travelin de Gary Byrd UFO d'ESG School Boy Crush de l'Average White Band The Dream de Dollar Brand                                                                                | 4:59  |
| 5.  | All Black                                                                                               | Coleman, Hall                                                           | Cucumber Slumber de Weather Report Hogin' Machine de Les Baxter | 4:21  |
| 6.  | Danger Zone                                                                                             | Best, Coleman                                                           | | 3:38  |
| 7.  | Street Struck                                                                                           | Coleman, Hall                                                           | Mixed Up Cup de Clyde McPhatter My Thang de James Brown | 4:10  |
| 8.  | Da Graveyard (featuring Lord Finesse, Microphone Nut, Jay-Z, Party Arty & Grand Daddy I.U.)             | Best, Coleman                                                           | Represent de Showbiz & A.G featuring Big L et Lord Finesse Friday the 13th Original Theme d'Harry Manfredini                                                                           | 5:24  |
| 9.  | Lifestylez ov da Poor & Dangerous                                                                       | Coleman, Hall                                                           | You're as Right as Rain de Bob James Children R the Future de Big Daddy Kane | 3:22  |
| 10. | I Don't Understand It                                                                                   | Coleman, Lemay                                                          | | 4:21  |
| 11. | Fed Up with the Bullshit                                                                                | Coleman, Hall                                                           | Between the Sheets des Isley Brothers Ain't No Half Steppin' de Big Daddy Kane Blues and Pants de James Brown                                                                          | 3:53  |
| 12. | Let 'Em Have It 'L'                                                                                     | C. Rollins, Coleman                                                     | Nautilus de Bob James Rainmaker d'Harry Nilsson The Symphony de Marley Marl et Big Daddy Kane featuring Masta Ace, Craig G et Kool G Rap                                               | 3:58  |